# LG LX9500
LG LX9500 — Full LED Slim телевизор с функцией воспроизведения видео в формате 3D от компании LG Electronics. Дата выпуска — 2010 год.
Компания-производитель позиционирует LX9500 как первый в мире 3D-телевизор с задней подсветкой, выполненной по уникальной технологии, — Full LED Slim. Впервые устройство было представлено на международной выставке CES в январе 2010 года.
LX9500 отмечен премией RedDot Design 2010, а также тремя наградами CES Innovations Awards 2010, включая «Best of Innovations» на международной выставке CES (Consumer Electronics Show).

## Дизайн
LX9500 выполнен в дизайне LG INFINIA, который отличается минимальной толщиной корпуса — 22,3 мм и отсутствием традиционной рамки вокруг экрана. Рамка шириной 16 мм спрятана под верхним слоем экранного стекла и поэтому незаметна.
Верхняя панель телевизора INFINIA состоит из нескольких отдельных слоев — это обеспечивает полностью плоскую бесшовную поверхность экрана и уменьшает его бликование. Экран телевизора имеет глубокий черный цвет, а его края и ножка подставки полностью прозрачны. При этом все кнопки управления телевизором вынесены на тыльную сторону корпуса, на фронтальной панели находятся датчики и индикаторы работы устройства.

## Светодиодная подсветка
3D-телевизор LX9500 выполнен по технологии Full LED Slim, то есть вместо обычных люминесцентных ламп в нем используется светодиодная подсветка. В LX9500 светодиоды установлены по следующей схеме: матрица телевизора условно делится на определенное количество участков (192 для 47" и 216 для 55"), по периметру которых размещаются светодиоды, а панель с ними устанавливается непосредственно позади жидкокристаллической матрицы. Расположенные за экраном блоки светодиодов могут локально отключаются в тех местах, подсветка которых в данный момент не нужна (так называемая функция локально затемнения), обеспечивая быстрый переход между светлой и темной картинкой, а также передачу более глубокого черного цвета и всех градаций оттенков темных цветов.

## Функции, улучшающие изображение
- Разрешение экрана 1920х1080p (Full HD) — позволяет смотреть видео в превосходном качестве изображения;
- Время отклика матрицы 2 мс — обеспечивает плавное отображение динамичных сцен;
- TruMotion 400Гц — устраняет эффект шлейфа в динамических сценах;
- Динамическая контрастность 10 000 000:1 — увеличивает глубину изображения и позволяет увидеть большее количество деталей;
- Угол обзора 178 градусов — сохраняет контрастность и полноцветность изображения независимо от угла просмотра (вплоть до 45 градусов);
- Picture Wizard — позволяет настраивать изображение согласно предпочтениям пользователя;
- Multi Picture Format (расширение файлов MPO) — позволяет просматривать 3D-фото и 3D-видео непосредственно с подключенной к нему камеры.

## Возможности подключения
LX9500 поддерживает технологию Digital Living Network Alliance (DLNA), которая позволяет обмениваться музыкальными, видео- и фотоматериалами с домашним компьютером и другими развлекательными системами. 
Считывать и воспроизводить информацию можно также с помощью Bluetooth либо же с подключенного USB-устройства (доступны файлы в формате HD DivX, MP3 и JPEG). Система NetCast™ позволяет выходить с помощью телевизора в Интернет и пользоваться такими онлайн-сервисами, как YouTube, Picasa и AccuWeather. В будущем компания-производитель планирует расширить этот список за счет новых сервисов.
Благодаря поддержке беспроводного соединения, через медиа-бокс к телевизору можно подключать любые периферийные устройства и цифровые носители информации, расположенные на расстоянии до 25 метров. Таким образом, не используя обычное проводное подключение, а лишь подключив телевизор к сети питания, можно просматривать любой контент с домашних аудио-видео устройств, нажав одну кнопку на пульте ДУ. Для этого к задней панели LX9500 нужно прикрепить специальный приемник сигнала.
В комплекте с телевизором поставляется интерактивный пульт дистанционного управления Magic Remote Control, с помощью которого можно переключать каналы, играть в игры, пользоваться органайзером, не нажимая никаких кнопок.

## Другие характеристики
На задней панели LG LX9500 находятся разъемы следующих видов — 3 HDMI-разъема версии 1.4 для передачи контента в 3D Blu-ray формате, SCART, компонентный, VGA вход (для ПК), цифровой оптический аудиовыход, PC-аудиовход, сервисный разъем (RS-232C), LAN. На боковой панели находится HDMI-разъем, 3,5 мм разъем для наушников, 2 USB-порта (один из них для подключения и подзарядки 3D очков), CI слот, компонентный и AV.
Телевизор поддерживает воспроизведение видео таких форматов как DivX3.11, DivX4.12, DivX5.x, DivX6, Xvid1.00, Xvid1.01, Xvid1.02, Xvid1.03, Xvid 1.10-beta-1/beta-2, Mpeg-1, Mpeg-2, Mpeg-4, H.264, AVC; аудио: AC3 (Dolby Digital), EAC3, AAC, Mpeg, MP3, PCM.